# Way Out
Way Out – singel szwedzkiego duetu Roxette wydany 10 czerwca 2011 roku promujący album Charm School. Został wydany jedynie w Niemczech i Austrii.

## Lista utworów
- Digital download/CD Single

1. "Way Out" (Radio Edit) – 2:43
2. "Crash! Boom! Bang! / Anyone" (Live at Forest National, Brussels, 22 October 2001) – 6:21